# Novemberopstanden
Novemberopstanden var en national opstand i den russiske del af Polen og Litauen mellem 29. november 1830 og oktober 1831. Inspirationen til opstanden kom fra den franske julirevolution, der brød ud tidligere i 1830.
- Wikimedia Commons har flere filer relateret til Novemberopstanden